# Aerial
Aerial è l'ottavo album della cantante britannica Kate Bush, pubblicato il 7 novembre 2005.

## Descrizione
Aerial, pubblicato nel novembre 2005 a dodici anni dall'uscita del precedente album, The Red Shoes, è un doppio album, la seconda parte è un concept album (come lo era The Ninth Wave seconda facciata dell'album Hounds Of Love). I due CD, A Sea of Honey e A Sky of Honey, si differenziano principalmente per i contenuti. Kate Bush stessa ha dichiarato che il lavoro ha subito un grande influsso dalla nascita di suo figlio Bertie (a cui la cantante dedica una canzone nel primo cd).
Sulla confezione dell'album è possibile vedere rappresentati degli scogli che si trovano tra un mare e un cielo d'oro (honey, in inglese significa "miele"). Ma facendo attenzione si scopre che gli scogli non sono altro che la rappresentazione digitale di onde sonore.
Le canzoni non sembrano influenzate dall'epoca d'uscita del cd e mantengono un sound che ricorda alcuni brani dei lavori passati seppur non in chiave altrettanto commerciale. In questo disco l'autrice si è avvalsa della collaborazione di diversi artisti tra cui Michael Kamen. In A Sky of Honey vi sono diverse campionature di canti d'uccelli e il lavoro in generale è improntato al risalto della vita e della natura.
L'unico singolo estratto, King Of The Mountain, parla di Elvis Presley, e nel video troviamo un'ambientazione palesemente digitale, oltre ad una specie di marionetta realizzata con una copia del tipico completo di Elvis. Un'immagine ricorrente è quella di fittizie prime pagine di quotidiani, che mostrano articoli e dicerie su Presley. Kate Bush si presenta mora e indossa un cappotto.
Nel brano How to Be Invisible la cantante descrive il suo ritiro dalla scena musicale (periodo in cui diventa "invisibile") facendo riferimento nel testo al Medioevo, parlando di stregoneria e di castelli.
Il brano Joanni parla del santo e eroina francese Giovanna d'Arco.
Nella canzone Prologue Kate Bush inserisce un'intera strofa in italiano su Roma. La traduttrice a cui si è affidata ha sbagliato nella scrittura di alcune parole, anche se, cantate, sembra vengano pronunciate in modo piuttosto corretto (un esempio si trova sullo stesso sito della cantante in cui il testo italiano riporta diversi errori).
Nella prima release dell'album, A Sky of Honey aveva tutte le tracce separate, mentre nelle successive re-release, troviamo un'unica traccia della durata di circa 40 minuti.

## Esecuzione dal vivo
La seconda parte dell'album intitolata A Sky of Honey è stata presentata dal vivo per la prima volta durante i concerti della Bush a Londra fra agosto e settembre 2014, con l'aggiunta di un brano inedito Tawny Moon inserito fra Somewhere in Between e Nocturne. Questo brano viene interpretato dal figlio della cantante Bertie, il quale recita anche durante la messa in scena.
Nella scaletta da Aerial anche King of the Mountain e Joanni..

## Tracce

### Versione originale

#### CD1 -A Sea of Honey
1. King of the Mountain - 4:55
2. π - 6:10
3. Bertie - 4:20
4. Mrs. Bartolozzi - 6:00
5. How to Be Invisible - 5:30
6. Joanni - 4:55
7. A Coral Room - 6:10

#### CD2 -A Sky of Honey
1. Prelude - 1:25
2. Prologue - 5:40
3. An Architect's Dream - 4:50
4. The Painter's Link - 1:35
5. Sunset - 6:00
6. Aerial Tal - 1:00
7. Somewhere in Between - 5:00
8. Nocturn - 8:35
9. Aerial - 7:50

### Re-release 2011

#### CD1 -A Sea of Honey
come sopra

#### CD2 -An Endless Sky of Honey
1. Preludeprologueanarchitectsdreamthepainterslinksunsetaerialtalsomewhereinbetweennocturnaerial  - 42:05